# Ха-олам ха-зе
Ха-олам ха-зе (ивр. העולם הזה‎; буквальный перевод: «Этот мир») — израильский еженедельный публицистический и новостной журнал, который издавался до 1993 года.
Журнал был основан в 1937 году и первоначально носил имя Теша ба-Эрев (ивр. תשע בערב‎ — «Девять часов вечера»), но в 1946 году журнал получил имя «Ха-олам ха-зе». В 1950 году разорившийся журнал был приобретён Ури Авнери и Шаломом Кохеном.
Под управлением Ури Авнери, журнал вскоре стал известен крайне нетрадиционным и оппозиционным стилем. Журнал обычно обращал особое внимание на журналистские расследования, которые обычно подавались в виде сенсации. Подобные публикации часто вызывали отрицательные эмоции у израильского истеблишмента и пренебрежении со стороны основной израильской прессы.. Согласно Якобу Шавиту, «с 1957 года Ха-олам ха-зе стал основным форумом» для продвижения идеи палестинского государства .
С начала 1959 года у журнала был дизайн, при котором он имел две обложки — передняя обложка была посвящена серьёзным новостям, а задняя представляла сенсационные статьи, связанные с сексом или слухами. Иногда на задней обложке изображались обнажённые женщины.
Происшествия, в которых журналисты «Ха-олам ха-зе» сыграли важную роль, включали резню в Кибии (после публикаций на эту тему Авнери был избит), дело Кастнера и резню в Кфар-Кассеме. В 1984 году журнал был первым, кто напечатал фотографию, на которой был изображён арестованный палестинский боевик с рейса 300, что опровергало заявление армии о том, что все боевики были убиты после того как автобус с заложниками был захвачен.
Редакция журнала несколько раз подвергалась нападениям — в 1955 году в ней были подложены бомбы, а в 1971 году редакция была подожжена в результате чего ей был причинён значительный ущерб — никто из виновных в этих преступлениях не был пойман. В 1975 году Авнери был дважды атакован неким Элияху Галили. Первый раз он напал на Авнери близ редакции и повалил его на землю, друзья Авнери разняли обоих и Галили не был арестован полицией. Спустя несколько недель, Галилли прибыл в редакцию и напал на Авнери с ножём серьёзно ранив его. Позже Галлили был признан невменяемым и перед судом не предстал.
В середине 1960-х, владельцы журнала — Авнери и Кохен занялись политикой и основали новую партию, которую они назвали в честь журнала «Ха-олам ха-зе — Коах Хадаш», что в переводе означает «Этот мир — Новая Сила». В 1965 году Авнери был избран в кнессет, а в 1969 году Кохен так же стал депутатом, после того как партия набрала на выборах два места. В 1972 году Кохен покинул партию, а в следующем году Авнери переименовал её в «МЕРИ» («Махане радикали исраэли» — «Израильский радикальный лагерь»).

## Главные редакторы журнала
- Ури Авнери (1950—1990)
- Рафи Гинат (1990—1992)
- Рино Црор (1993—1993)